# Logan Riley Bruner
Logan Riley Bruner (New York City, 26 luglio 1997) è un attore statunitense.

## Biografia
Logan Riley Bruner è nato il 26 luglio 1997 a New York City, figlio dell'attivista politica Michelle Matzeder Bruner.
Ha esordito come attore nel 2002 nel film televisivo One Day in May. Dopo aver recitato in alcuni cortometraggi, nel 2012 recita nel suo primo film cinematografico, Solomon Grundy. Tra gli altri film interpretati sono da ricordare Alex Strangelove (2018), Vox Lux (2018) e L'altra metà (2020).
Alla televisione ha recitato in diverse serie televisive come Mozart in the Jungle, Orange Is the New Black, La fantastica signora Maisel, For Life e FBI.
Recentemente ha recitato una piccola parte della quarta stagione della serie Netflix Stranger Things.

## Filmografia

### Attore

#### Cinema
- Ex Oblivione, regia di Zoe Miller - cortometraggio (2011)
- Dream Lover, regia di Mattson Tomlin - cortometraggio (2011)
- Solomon Grundy, regia di Mattson Tomlin (2012)
- Game Night, regia di David Ketterer Spencer - cortometraggio (2012)
- Bombshell, regia di Erin Sanger - cortometraggio (2012)
- Little Shadow, regia di Toby Fell-Holden - cortometraggio (2013)
- Best Friends, regia di Fabio Montanari - cortometraggio (2013)
- Total Freak, regia di Andrew Ellmaker - cortometraggio (2014)
- The King's Pawn, regia di Jonah Bleicher - cortometraggio (2015)
- Army of God, regia di Todd Wiseman Jr. - cortometraggio (2016)
- Miranda's Right, regia di Adrian Luke Sinclair - cortometraggio (2017)
- Exploits of Daddy B, regia di Mark Todd Bruner (2017)
- Alexa and Martin, regia di Mark Todd Bruner - cortometraggio (2017)
- Alex Strangelove, regia di Craig Johnson (2018)
- Vox Lux, regia di Brady Corbet (2018)
- Ebenezer the Traveler, regia di Anthony de Lioncourt - cortometraggio (2018)
- House Sitters, regia di Cameron Spector - cortometraggio (2019)
- L'altra metà (The Half of It), regia di Alice Wu (2020)
- The Reunion, regia di Phil Harding (2022)

### Televisione
- One Day in May, regia di Mark Todd Bruner – film TV (2002)
- Mozart in the Jungle – serie TV, 1 episodio (2014)
- Friends of the People – serie TV, 1 episodio (2015)
- Orange Is the New Black – serie TV, 2 episodi (2016)
- The Detour – serie TV, 1 episodio (2017)
- Unbreakable Kimmy Schmidt – serie TV, 2 episodi (2017)
- Discover Indie Film – serie TV, 1 episodio (2019)
- La fantastica signora Maisel (The Marvelous Mrs. Maisel) – serie TV, 2 episodi (2017-2019)
- Little America – serie TV, 1 episodio (2020)
- Tucci & Jones – serie TV, 8 episodi (2020)
- For Life – serie TV, 1 episodio (2020)
- Il complotto contro l'America (The Plot Against America), regia di Thomas Schlamme e Minkie Spiro – miniserie TV, 1 episodio (2020)
- FBI – serie TV, 1 episodio (2021)
- Stranger Things – serie TV, 9 episodi (2022)

### Sceneggiatore
- Exploits of Daddy B, regia di Mark Todd Bruner (2017)
- Alexa and Martin, regia di Mark Todd Bruner - cortometraggio (2017)
- House Sitters, regia di Cameron Spector - cortometraggio (2019)
- Tucci & Jones – serie TV (2020)

### Regista
- Tucci & Jones – serie TV (2020)

## Riconoscimenti
- 2019 – Festigious International Film Festival
  - Miglior sceneggiatura horror per Circle of 3s (con Mark Todd Bruner e Kelly Needleman)
  - Nomination 15 Best Screenplays per Circle of 3s (con Mark Todd Bruner e Kelly Needleman)
- 2019 – Los Angeles CineFest
  - Nomination Miglior sceneggiatura per Circle of 3s (con Mark Todd Bruner e Kelly Needleman)